# Баскетбол на летних Олимпийских играх 2008 (составы, женщины)
В соревнованиях по баскетболу среди женщин на летних Олимпийских играх 2008 приняли участие 12 команд по 12 человек.
Возраст и клубы игроков указаны на 9 августа 2008 года, когда начались соревнования.
Аббревиатура позиций и званий: РЗ — разыгрывающий защитник, АЗ — атакующий защитник, З — защитник, ЛФ — лёгкий форвард, ТФ — тяжёлый форвард, Ф — форвард, Ц — центровой, Ф/Ц — форвард-центр, к — капитан.

## Группа A

### Австралия
| Женская сборная Австралии по баскетболу | Женская сборная Австралии по баскетболу | Женская сборная Австралии по баскетболу | Женская сборная Австралии по баскетболу | Женская сборная Австралии по баскетболу | Женская сборная Австралии по баскетболу |
| Позиция                                 | №                                       | Имя                                     | Возраст и дата рождения                 | Рост                                    | Клуб                                    |
| --------------------------------------- | --------------------------------------- | --------------------------------------- | --------------------------------------- | --------------------------------------- | --------------------------------------- |
| З                                       | 4                                       | Эрин Филлипс                            | 23 — 19 июля 1985                       | 1,73 м                                  | Коннектикут Сан                         |
| З                                       | 5                                       | Талли Бевилека                          | 36 — 19 мая 1972                        | 1,65 м                                  | Индиана Фивер                           |
| З                                       | 6                                       | Дженнифер Скрин                         | 26 — 19 февраля 1982                    | 1,80 м                                  | Лаведзини Баскет Парма                  |
| Ф                                       | 7                                       | Пенни Тейлор                            | 27 — 24 мая 1981                        | 1,83 м                                  | Финикс Меркури                          |
| Ф/Ц                                     | 8                                       | Сьюзи Баткович                          | 27 — 24 мая 1981                        | 1,96 м                                  | УГМК                                    |
| З                                       | 9                                       | Холли Грима                             | 24 — 16 декабря 1983                    | 1,88 м                                  | Итальмока Подзуоли                      |
| РЗ                                      | 10                                      | Кристи Херроуэр                         | 33 — 4 марта 1975                       | 1,63 м                                  | УГМК                                    |
| Ф                                       | 11                                      | Лора Саммертон                          | 24 — 13 декабря 1983                    | 1,88 м                                  | Левони Таранто                          |
| Ф                                       | 12                                      | Белинда Снелл                           | 27 — 10 января 1981                     | 1,83 м                                  | Бурж Баскет                             |
| Ц                                       | 13                                      | Эмма Рендалл                            | 23 — 6 мая 1985                         | 1,88 м                                  | Баллин Бумерс                           |
| Ф                                       | 14                                      | Рохени Кокс                             | 28 — 23 апреля 1980                     | 1,98 м                                  | Таунсвилл Файр                          |
| ТФ                                      | 15                                      | Лорен Джексон (к)                       | 27 — 11 мая 1981                        | 1,96 м                                  | Сиэтл Сторм                             |
| Главный тренер: Ян Стирлинг             |                                         |                                         |                                         |                                         |                                         |

### Беларусь
| Женская сборная Белоруссии по баскетболу | Женская сборная Белоруссии по баскетболу | Женская сборная Белоруссии по баскетболу | Женская сборная Белоруссии по баскетболу | Женская сборная Белоруссии по баскетболу | Женская сборная Белоруссии по баскетболу |
| Позиция                                  | №                                        | Имя                                      | Возраст и дата рождения                  | Рост                                     | Клуб                                     |
| ---------------------------------------- | ---------------------------------------- | ---------------------------------------- | ---------------------------------------- | ---------------------------------------- | ---------------------------------------- |
| РЗ                                       | 4                                        | Ольга Подобед                            | 29 — 24 апреля 1979                      | 1,75 м                                   | Цесис                                    |
| AЗ                                       | 5                                        | Ольга Масилёнене                         | 28 — 25 января 1980                      | 1,80 м                                   | Госпич                                   |
| AЗ                                       | 6                                        | Екатерина Снытина                        | 22 — 2 сентября 1985                     | 1,88 м                                   | Лотос                                    |
| Ц                                        | 7                                        | Виктория Гаспер                          | 20 — 9 января 1988                       | 1,93 м                                   | Вологда-Чеваката                         |
| РЗ                                       | 8                                        | Татьяна Лихтарович                       | 20 — 29 марта 1988                       | 1,78 м                                   | Олимпия Гродно                           |
| РЗ                                       | 9                                        | Наталья Ануфриенко                       | 23 — 11 июня 1985                        | 1,75 м                                   | Олимпия Гродно                           |
| Ф/Ц                                      | 10                                       | Анастасия Веремеенко                     | 21 — 10 июля 1987                        | 1,93 м                                   | Надежда                                  |
| Ц                                        | 11                                       | Елена Левченко                           | 25 — 30 апреля 1983                      | 1,96 м                                   | УГМК                                     |
| З                                        | 12                                       | Наталья Марченко                         | 29 — 19 мая 1979                         | 1,70 м                                   | Лотос Гдыня                              |
| AЗ                                       | 13                                       | Татьяна Троина                           | 27 — 30 июня 1981                        | 1,88 м                                   | Маккаби Рамат Хен                        |
| Ф                                        | 14                                       | Наталья Трофимова (к)                    | 29 — 16 июня 1979                        | 1,85 м                                   | Висла                                    |
| Ц                                        | 15                                       | Марина Кресс                             | 27 — 23 августа 1980                     | 1,93 м                                   | Экстрагуса                               |
| Главный тренер: Анатолий Буяльский       |                                          |                                          |                                          |                                          |                                          |

### Бразилия
| Женская сборная Бразилии по баскетболу | Женская сборная Бразилии по баскетболу | Женская сборная Бразилии по баскетболу | Женская сборная Бразилии по баскетболу | Женская сборная Бразилии по баскетболу | Женская сборная Бразилии по баскетболу |
| Позиция                                | №                                      | Имя                                    | Возраст и дата рождения                | Рост                                   | Клуб                                   |
| -------------------------------------- | -------------------------------------- | -------------------------------------- | -------------------------------------- | -------------------------------------- | -------------------------------------- |
| З                                      | 4                                      | Адриана Моисес Пинто                   | 30 — 12 июня 1978                      | 1,70 м                                 | Госпич                                 |
| АЗ                                     | 5                                      | Карла Кристина Мартинс да Коста        | 29 — 25 сентября 1978                  | 1,73 м                                 | Катандува                              |
| АЗ                                     | 6                                      | Карен Густаво Роша                     | 24 — 4 марта 1984                      | 1,75 м                                 | Ориньюс                                |
| Ф                                      | 7                                      | Микаэла Мартинс Жасинто                | 29 — 12 июня 1979                      | 1,80 м                                 | Ориньюс                                |
| З                                      | 8                                      | Фернанда Нелес Белинг                  | 25 — 5 декабря 1982                    | 1,83 м                                 | Унимед-Американа                       |
| РЗ                                     | 9                                      | Клаудия Мария дас Невес (к)            | 33 — 17 февраля 1975                   | 1,70 м                                 | Стаде Клермонтуа                       |
| Ф/Ц                                    | 10                                     | Жусимара Эвангелиста Дантас            | 30 — 4 февраля 1978                    | 1,91 м                                 | Вийену-д'Аск                           |
| Ф/Ц                                    | 11                                     | Соэли Карван Закшески                  | 30 — 12 ноября 1977                    | 1,88 м                                 | Манн Фильтер Сарагоса                  |
| Ф                                      | 12                                     | Патрисия Оливейра де Феррейра          | 29 — 21 марта 1979                     | 1,80 м                                 | Ориньюс                                |
| Ц                                      | 13                                     | Франсьели Апаресида Нассименто         | 30 — 19 октября 1977                   | 1,91 м                                 | Ривас Футура Мадрид                    |
| Ц                                      | 14                                     | Гразьяне де Жесус Коэльо               | 25 — 18 января 1983                    | 1,91 м                                 | Мизо Пес 2010                          |
| Ц                                      | 15                                     | Келли да Сильва Сантос                 | 28 — 10 ноября 1979                    | 1,93 м                                 | Сиэтл Сторм                            |
| Главный тренер: Пауло Бассул           |                                        |                                        |                                        |                                        |                                        |

### Латвия
| Женская сборная Латвии по баскетболу | Женская сборная Латвии по баскетболу | Женская сборная Латвии по баскетболу | Женская сборная Латвии по баскетболу | Женская сборная Латвии по баскетболу | Женская сборная Латвии по баскетболу |
| Позиция                              | №                                    | Имя                                  | Возраст и дата рождения              | Рост                                 | Клуб                                 |
| ------------------------------------ | ------------------------------------ | ------------------------------------ | ------------------------------------ | ------------------------------------ | ------------------------------------ |
| РЗ                                   | 4                                    | Элина Бабкина                        | 19 — 14 апреля 1989                  | 1,73 м                               | ТТТ Рига                             |
| З                                    | 5                                    | Анда Эйбеле                          | 24 — 30 июня 1984                    | 1,70 м                               | Авантис-Туриба                       |
| РЗ                                   | 6                                    | Зане Эглите                          | 23 — 10 декабря 1984                 | 1,70 м                               | ТТТ Рига                             |
| Ц                                    | 7                                    | Зане Тамане                          | 24 — 24 сентября 1983                | 1,96 м                               | Ондаррибия Ирун                      |
| ЛН                                   | 8                                    | Гунта Башко                          | 28 — 27 апреля 1980                  | 1,80 м                               | Латте-Монпелье                       |
| ТФ                                   | 9                                    | Лиене Янсоне                         | 27 — 22 мая 1981                     | 1,93 м                               | Гамбринус                            |
| АЗ                                   | 10                                   | Анете Екабсоне-Жогота (к)            | 24 — 12 августа 1983                 | 1,75 м                               | Динамо                               |
| ТФ                                   | 11                                   | Айя Путниня                          | 20 — 15 января 1988                  | 1,93 м                               | Олеса-Эспаньол                       |
| АЗ                                   | 12                                   | Дита Крумберга                       | 24 — 20 марта 1984                   | 1,83 м                               | Цесис                                |
| ЛН                                   | 13                                   | Иева Таре                            | 34 — 15 марта 1974                   | 1,85 м                               | ТТТ Рига                             |
| ТФ                                   | 14                                   | Иева Кублиня                         | 26 — 8 июня 1982                     | 1,93 м                               | Динамо                               |
| Ф/Ц                                  | 15                                   | Айя Брумермане                       | 21 — 17 октября 1986                 | 1,93 м                               | ТТТ Рига                             |
| Главный тренер: Айнарс Звиргздиньш   |                                      |                                      |                                      |                                      |                                      |

### Россия
| Женская сборная России по баскетболу | Женская сборная России по баскетболу | Женская сборная России по баскетболу | Женская сборная России по баскетболу | Женская сборная России по баскетболу | Женская сборная России по баскетболу |
| Позиция                              | №                                    | Имя                                  | Возраст и дата рождения              | Рост                                 | Клуб                                 |
| ------------------------------------ | ------------------------------------ | ------------------------------------ | ------------------------------------ | ------------------------------------ | ------------------------------------ |
| Ф/Ц                                  | 4                                    | Марина Кузина                        | 23 — 19 июня 1985                    | 1,96 м                               | УГМК                                 |
| РЗ                                   | 5                                    | Оксана Рахматулина                   | 31 — 7 декабря 1976                  | 1,80 м                               | УГМК                                 |
| Ф                                    | 6                                    | Наталья Водопьянова                  | 27 — 4 июня 1981                     | 1,91 м                               | УГМК                                 |
| РЗ                                   | 7                                    | Бекки Хаммон                         | 31 — 11 марта 1977                   | 1,68 м                               | Сан-Антонио Силвер Старз             |
| АЗ                                   | 8                                    | Марина Карпунина                     | 24 — 21 марта 1984                   | 1,75 м                               | Спартак                              |
| ТФ                                   | 9                                    | Татьяна Щёголева                     | 26 — 9 февраля 1982                  | 1,95 м                               | Спартак                              |
| АЗ                                   | 10                                   | Илона Корстин                        | 28 — 30 мая 1980                     | 1,83 м                               | ЦСКА                                 |
| Ц                                    | 11                                   | Мария Степанова                      | 29 — 23 февраля 1979                 | 2,03 м                               | ЦСКА                                 |
| Ц                                    | 12                                   | Екатерина Лисина                     | 20 — 15 октября 1987                 | 2,03 м                               | ЦСКА                                 |
| Ф                                    | 13                                   | Ирина Соколовская (к)                | 25 — 3 января 1983                   | 1,85 м                               | ЦСКА                                 |
| АЗ                                   | 14                                   | Светлана Абросимова                  | 28 — 9 июня 1980                     | 1,88 м                               | УГМК                                 |
| Ф/Ц                                  | 15                                   | Ирина Осипова                        | 27 — 25 июня 1981                    | 1,96 м                               | Спартак                              |
| Главный тренер: Игорь Грудин         |                                      |                                      |                                      |                                      |                                      |

### Республика Корея
| Женская сборная Южной Кореи по баскетболу | Женская сборная Южной Кореи по баскетболу | Женская сборная Южной Кореи по баскетболу | Женская сборная Южной Кореи по баскетболу | Женская сборная Южной Кореи по баскетболу | Женская сборная Южной Кореи по баскетболу |
| Позиция                                   | №                                         | Имя                                       | Возраст и дата рождения                   | Рост                                      | Клуб                                      |
| ----------------------------------------- | ----------------------------------------- | ----------------------------------------- | ----------------------------------------- | ----------------------------------------- | ----------------------------------------- |
| З                                         | 4                                         | Ким Ёнъок                                 | 34 — 4 марта 1974                         | 1,68 м                                    | Самсунг Ёнъин                             |
| З                                         | 5                                         | Ли Мисон                                  | 29 — 19 февраля 1979                      | 1,75 м                                    | Самсунг Ёнъин                             |
| З                                         | 6                                         | Чхве Юн-а                                 | 22 — 24 октября 1985                      | 1,70 м                                    | Самсунг Ёнъин                             |
| Ф                                         | 7                                         | Чин Миджон                                | 30 — 28 января 1978                       | 1,73 м                                    | Синхон Банк Ансан                         |
| Ц                                         | 8                                         | Ли Джонъэ                                 | 33 — 18 марта 1975                        | 1,88 м                                    | Самсунг Ёнъин                             |
| Ц                                         | 9                                         | Чон Сонмин (к)                            | 33 — 12 октября 1974                      | 1,85 м                                    | Синхон Банк Ансан                         |
| Ф                                         | 10                                        | Пён Ёнха                                  | 28 — 7 марта 1980                         | 1,80 м                                    | Самсунг Ёнъин                             |
| Ф                                         | 11                                        | Пак Чонъын                                | 31 — 14 января 1977                       | 1,80 м                                    | Самсунг Ёнъин                             |
| Ц                                         | 12                                        | Ха Ынджу                                  | 24 — 25 сентября 1983                     | 2,03 м                                    | Синхон Банк Ансан                         |
| Ф                                         | 13                                        | Ким Джонъын                               | 20 — 7 сентября 1987                      | 1,80 м                                    | Синсегэ Бунчхон                           |
| Ц                                         | 14                                        | Ким Герён                                 | 28 — 17 декабря 1979                      | 1,91 м                                    | Ури Банк Чхунчхон                         |
| Ц                                         | 15                                        | Син Джонджа                               | 27 — 11 декабря 1980                      | 1,83 м                                    | Кумхо Кури                                |
| Главный тренер: Чон Докхва                |                                           |                                           |                                           |                                           |                                           |

## Группа B

### Испания
| Женская сборная Испании по баскетболу | Женская сборная Испании по баскетболу | Женская сборная Испании по баскетболу | Женская сборная Испании по баскетболу | Женская сборная Испании по баскетболу | Женская сборная Испании по баскетболу |
| Позиция                               | №                                     | Имя                                   | Возраст и дата рождения               | Рост                                  | Клуб                                  |
| ------------------------------------- | ------------------------------------- | ------------------------------------- | ------------------------------------- | ------------------------------------- | ------------------------------------- |
| ТФ                                    | 4                                     | Лаура Николлс Гонсалес                | 19 — 26 февраля 1989                  | 1,88 м                                | Сельта Вигоурбан                      |
| Ц                                     | 5                                     | Синди-Оркидея Лима                    | 27 — 21 августа 1981                  | 1,93 м                                | Сан-Хосе                              |
| ТФ                                    | 6                                     | Тамара Абальде                        | 19 — 6 февраля 1989                   | 1,93 м                                | Ламар Кардиналс                       |
| АЗ                                    | 7                                     | Изабель Санчес                        | 20 — 16 сентября 1987                 | 1,78 м                                | Перфумерьяс Авенида Саламанка         |
| Ц                                     | 8                                     | Мария-Люсия Паскуа                    | 25 — 21 марта 1983                    | 1,96 м                                | Сан-Хосе                              |
| АЗ                                    | 9                                     | Лая Палау                             | 28 — 10 сентября 1979                 | 1,75 м                                | Рос Касарес Валенсия                  |
| РЗ                                    | 10                                    | Элиза Агилар                          | 31 — 15 октября 1976                  | 1,73 м                                | Рос Касарес Валенсия                  |
| З                                     | 11                                    | Нурия Мартинес                        | 24 — 29 февраля 1984                  | 1,75 м                                | Динамо                                |
| ТФ                                    | 12                                    | Анна Монтаньяна                       | 27 — 24 октября 1980                  | 1,85 м                                | Перфумерьяс Авенида Саламанка         |
| ЛФ                                    | 13                                    | Амайя Вальдеморо (к)                  | 31 — 18 августа 1976                  | 1,83 м                                | ЦСКА                                  |
| ЛФ                                    | 14                                    | Мария Ревуэльто                       | 26 — 27 января 1982                   | 1,83 м                                | Сан-Хосе                              |
| АЗ                                    | 15                                    | Альба Торренс                         | 18 — 30 августа 1989                  | 1,91 м                                | Сельта Вигоурбан                      |
| Главный тренер: Эваристо Перес        |                                       |                                       |                                       |                                       |                                       |

### Китай
| Женская сборная Китая по баскетболу | Женская сборная Китая по баскетболу | Женская сборная Китая по баскетболу | Женская сборная Китая по баскетболу | Женская сборная Китая по баскетболу | Женская сборная Китая по баскетболу |
| Позиция                             | №                                   | Имя                                 | Возраст и дата рождения             | Рост                                | Клуб                                |
| ----------------------------------- | ----------------------------------- | ----------------------------------- | ----------------------------------- | ----------------------------------- | ----------------------------------- |
| З                                   | 4                                   | Сун Сяоюнь                          | 25 — 11 декабря 1982                | 1,75 м                              | Гуандун                             |
| Ф                                   | 5                                   | Бянь Лань                           | 21 — 16 августа 1986                | 1,85 м                              | Цзянсу                              |
| З                                   | 6                                   | Чжан Ханьлань                       | 29 — 19 июля 1979                   | 1,75 м                              | Шэньбу                              |
| Ф                                   | 7                                   | Чжан Вэй                            | 22 — 12 февраля 1986                | 1,83 м                              | Ляонин                              |
| Ф                                   | 8                                   | Мяо Лицзе (к)                       | 27 — 3 июня 1981                    | 1,78 м                              | Хэйлунцзян                          |
| Ф                                   | 9                                   | Чжан Ю                              | 22 — 12 февраля 1986                | 1,83 м                              | Ляонин                              |
| Ф                                   | 10                                  | Суй Фэйфэй                          | 29 — 29 января 1979                 | 1,83 м                              | Баи Рокетс                          |
| З                                   | 11                                  | Шао Тинтин                          | 23 — 9 февраля 1985                 | 1,75 м                              | Баи Рокетс                          |
| Ц                                   | 12                                  | Чэнь Сяоли                          | 26 — 20 февраля 1982                | 1,93 м                              | Ляонин                              |
| Ф                                   | 13                                  | Лю Дань                             | 21 — 24 апреля 1987                 | 1,93 м                              | Шэньбу                              |
| Ц                                   | 14                                  | Чжан Сяони                          | 24 — 29 октября 1983                | 1,93 м                              | Баи Рокетс                          |
| Ц                                   | 15                                  | Чэнь Нань                           | 25 — 8 января 1983                  | 1,96 м                              | Баи Рокетс                          |
| Главный тренер: Том Мэхер           |                                     |                                     |                                     |                                     |                                     |

### Мали
| Женская сборная Мали по баскетболу | Женская сборная Мали по баскетболу | Женская сборная Мали по баскетболу | Женская сборная Мали по баскетболу | Женская сборная Мали по баскетболу | Женская сборная Мали по баскетболу |
| Позиция                            | №                                  | Имя                                | Возраст и дата рождения            | Рост                               | Клуб                               |
| ---------------------------------- | ---------------------------------- | ---------------------------------- | ---------------------------------- | ---------------------------------- | ---------------------------------- |
| З                                  | 4                                  | Кадьяту Туре                       | 25 — 18 января 1983                | 1,75 м                             | Джолиба                            |
| Ф                                  | 5                                  | Нассира Траоре                     | 19 — 28 октября 1988               | 1,85 м                             | Джолиба                            |
| З                                  | 6                                  | Марьяту Дьярра                     | 22 — 20 ноября 1985                | 1,78 м                             | Дакар                              |
| З                                  | 7                                  | Фатумата Багаёко                   | 20 — 23 мая 1988                   | 1,78 м                             | Джолиба                            |
| Ф                                  | 8                                  | Диана Лео Гандега                  | 25 — 2 июня 1983                   | 1,70 м                             | Страсбур                           |
| АЗ                                 | 9                                  | Амшету Маига (к)                   | 30 — 25 апреля 1978                | 1,85 м                             | Гамбринус                          |
| Ф                                  | 10                                 | Кадьяту Кануте                     | 30 — 11 июня 1978                  | 1,78 м                             | Пауэрбаскет Тайгерс Вельс          |
| Ф/Ц                                | 11                                 | Джене Дьявара                      | 23 — 29 января 1985                | 1,93 м                             | Лимож                              |
| Ф/Ц                                | 12                                 | Наньюма Кулибали                   | 19 — 31 мая 1989                   | 1,93 м                             | Баскет Ланды                       |
| Ц                                  | 13                                 | Мейя Терера                        | 22 — 15 апреля 1986                | 1,80 м                             | Джолиба                            |
| Ц                                  | 14                                 | Амината Сининта                    | 22 — 23 апреля 1985                | 1,85 м                             | Джолиба                            |
| Ц                                  | 15                                 | Дженебу Сиссоко                    | 26 — 27 июня 1982                  | 1,88 м                             | Джолиба                            |
| Главный тренер: Жосе Руи           |                                    |                                    |                                    |                                    |                                    |

### Новая Зеландия
| Женская сборная Новой Зеландии по баскетболу | Женская сборная Новой Зеландии по баскетболу | Женская сборная Новой Зеландии по баскетболу | Женская сборная Новой Зеландии по баскетболу | Женская сборная Новой Зеландии по баскетболу | Женская сборная Новой Зеландии по баскетболу |
| Позиция                                      | №                                            | Имя                                          | Возраст и дата рождения                      | Рост                                         | Клуб                                         |
| -------------------------------------------- | -------------------------------------------- | -------------------------------------------- | -------------------------------------------- | -------------------------------------------- | -------------------------------------------- |
| Ф                                            | 4                                            | Чармиан Перселл                              | 29 — 7 января 1979                           | 1,80 м                                       | Крайстчерч Сайренс                           |
| З                                            | 5                                            | Нони Уормейт                                 | 26 — 17 января 1982                          | 1,70 м                                       | Крайстчерч Сайренс                           |
| З                                            | 6                                            | Анджела Марино                               | 22 — 3 февраля 1986                          | 1,65 м                                       | Аделаида Лайтнинг                            |
| З                                            | 7                                            | Микаэла Кокс                                 | 22 — 2 мая 1986                              | 1,73 м                                       | Орегон Дакс                                  |
| Ф                                            | 8                                            | Натали Тейлор                                | 25 — 24 декабря 1982                         | 1,83 м                                       | Крайстчерч Сайренс                           |
| З                                            | 9                                            | Сьюзи Бейтс                                  | 20 — 16 сентября 1987                        | 1,73 м                                       | Крайстчерч Сайренс                           |
| Ф                                            | 10                                           | Лиза Уоллбаттон                              | 22 — 14 января 1986                          | 1,83 м                                       | Крайстчерч Сайренс                           |
| З                                            | 11                                           | Кейт Макмикен-Раско                          | 28 — 19 ноября 1979                          | 1,73 м                                       | Крайстчерч Сайренс                           |
| Ц                                            | 12                                           | Джессика Маккормак                           | 18 — 8 ноября 1989                           | 1,93 м                                       | Коннектикут Хаскис                           |
| З                                            | 13                                           | Клэр Боденштайнер                            | 23 — 11 октября 1984                         | 1,75 м                                       | Стэнфорд Кардинал                            |
| Ф                                            | 14                                           | Джиллиан Хармон                              | 21 — 3 марта 1987                            | 1,85 м                                       | Стэнфорд Кардинал                            |
| Ф                                            | 15                                           | Аника Керр (к)                               | 27 — 1 марта 1981                            | 1,83 м                                       | Крайстчерч Сайренс                           |
| Главный тренер: Майк Макхью                  |                                              |                                              |                                              |                                              |                                              |

### США
| Женская сборная США по баскетболу | Женская сборная США по баскетболу | Женская сборная США по баскетболу | Женская сборная США по баскетболу | Женская сборная США по баскетболу | Женская сборная США по баскетболу |
| Позиция                           | №                                 | Имя                               | Возраст и дата рождения           | Рост                              | Клуб                              |
| --------------------------------- | --------------------------------- | --------------------------------- | --------------------------------- | --------------------------------- | --------------------------------- |
| З                                 | 4                                 | Кэппи Пондекстер                  | 25 — 7 января 1983                | 1,75 м                            | Финикс Меркури                    |
| Ф                                 | 5                                 | Сеймон Огастус                    | 24 — 30 апреля 1984               | 1,85 м                            | Миннесота Линкс                   |
| З                                 | 6                                 | Сью Бёрд                          | 27 — 16 октября 1980              | 1,75 м                            | Сиэтл Сторм                       |
| З                                 | 7                                 | Кара Лоусан                       | 27 — 14 февраля 1981              | 1,73 м                            | Сакраменто Монархс                |
| Ф                                 | 8                                 | Делиша Милтон-Джонс               | 33 — 11 сентября 1974             | 1,85 м                            | Лос-Анджелес Спаркс               |
| Ц                                 | 9                                 | Лиза Лесли                        | 36 — 7 июля 1972                  | 1,96 м                            | Лос-Анджелес Спаркс               |
| Ф                                 | 10                                | Тамика Кэтчингс                   | 29 — 21 июля 1979                 | 1,83 м                            | Индиана Фивер                     |
| Ф                                 | 11                                | Тина Томпсон                      | 33 — 10 февраля 1975              | 1,88 м                            | Хьюстон Кометс                    |
| АЗ                                | 12                                | Дайана Таурази                    | 26 — 11 июня 1982                 | 1,83 м                            | Финикс Меркури                    |
| Ц                                 | 13                                | Сильвия Фаулз                     | 23 — 10 июня 1985                 | 1,98 м                            | Чикаго Скай                       |
| З                                 | 14                                | Кэти Смит                         | 34 — 4 июня 1974                  | 1,80 м                            | Детройт Шок                       |
| АЗ                                | 15                                | Кэндес Паркер                     | 22 — 19 апреля 1986               | 1,93 м                            | Лос-Анджелес Спаркс               |
| Главный тренер: Энн Донован       |                                   |                                   |                                   |                                   |                                   |

### Чехия
| Женская сборная Чехии по баскетболу | Женская сборная Чехии по баскетболу | Женская сборная Чехии по баскетболу | Женская сборная Чехии по баскетболу | Женская сборная Чехии по баскетболу | Женская сборная Чехии по баскетболу |
| Позиция                             | №                                   | Имя                                 | Возраст и дата рождения             | Рост                                | Клуб                                |
| ----------------------------------- | ----------------------------------- | ----------------------------------- | ----------------------------------- | ----------------------------------- | ----------------------------------- |
| Ф                                   | 4                                   | Яна Весела                          | 24 — 13 декабря 1983                | 1,93 м                              | Гамбринус                           |
| Ф/Ц                                 | 5                                   | Ивана Вецерова                      | 29 — 30 марта 1979                  | 1,93 м                              | Гамбринус                           |
| Ф                                   | 6                                   | Романа Гейдова                      | 20 — 9 мая 1988                     | 1,83 м                              | Валосун                             |
| Ф                                   | 7                                   | Михала Гартигова                    | 24 — 14 ноября 1983                 | 1,93 м                              | Гамбринус                           |
| РЗ                                  | 8                                   | Михала Угрова                       | 26 — 10 апреля 1982                 | 1,63 м                              | УСК Прага                           |
| АЗ                                  | 9                                   | Гана Махова                         | 28 — 11 сентября 1979               | 1,83 м                              | Рузомберок                          |
| Ц                                   | 10                                  | Эдита Суянова                       | 23 — 23 мая 1985                    | 1,91 м                              | Валосун                             |
| Ц                                   | 11                                  | Мирослава Свобода                   | 22 — 23 мая 1985                    | 1,90 м                              | Банска Бистрица                     |
| Ф                                   | 12                                  | Маркета Мокросова (к)               | 27 — 17 апреля 1981                 | 1,78 м                              | Гамбринус                           |
| Ц                                   | 13                                  | Петра Кулихова                      | 23 — 13 сентября 1984               | 1,98 м                              | УСК Прага                           |
| АЗ                                  | 14                                  | Катерина Эльготова                  | 18 — 14 октября 1989                | 1,80 м                              | Гамбринус                           |
| Ф                                   | 15                                  | Ева Витецкова                       | 26 — 26 января 1982                 | 1,91 м                              | Гамбринус                           |
| Главный тренер: Ян Бобровский       |                                     |                                     |                                     |                                     |                                     |